# Verbena subuligera
Verbena subuligera là một loài thực vật có hoa trong họ Cỏ roi ngựa. Loài này được Greene miêu tả khoa học đầu tiên năm 1888.